# Ada Band
Ada band es un grupo musical procedente de Yakarta, Indonesia, una de las más famosas del momento en su país de origen. El grupo fue fundado originalmente por Suriandika Suriandika Satjadibrata, Ibrahim Imran, Krishna Balagita, Iso Eddy H y Elif Ritonga. Pero en medio de la carrera este grupo experimentó otros cambios de integrantes, ya que fue una banda que se hizo conocer con temas musicales como "Masih", "Manusia Bodoh" y "Karena Wanita". Actualmente la banda está conformada por Suriandika Satjadibrata, Donnie Sibarani, Marshal Surya Rachman y Aditya Pratama.
Anggota:
Indra Perdana Sinaga
Marshal Surya Rachman
Dika Satjadibrata
Aditya Pratama

Mantan Anggota:
Eddy Himawarso
Eel Ritonga
Ibrahim Imran
Rama Yaya Moektio
Krishna Balagita
Donnie Sibarani

## Discografía

### Álbumes de estudio
- 1997 - Seharusnya
- 1999 - Peradaban 2000
- 2001 - Tiara
- 2002 - Metamorphosis
- 2003 - Discography
- 2004 - Heaven of Love
- 2006 - Romantic Rhapsody
- 2007 - Cinema Story
- 2008 - Harmonious
- 2009 - Mystery of Musical
- 2011 - Empati

### Álbum Lain
- 2003 - The Best of Ada Band
- 2005 - Original VCD Karaoke Yang Terbaik Bagimu Ada Band
- 2011 - Original VCD Karaoke The Best Of Ada Band

### Premios
- 2003 -El collest canción para la canción "Still" versión clara de theTop 10 premios.
- 2003 - PremioDoble Platino por el álbum "Metamorphosis".
- 2003 - PremiosPlatino por el álbum "Discografía".
- 2005 -premio Cuádruple disco de platino por "Cielo de Amor'.
- 2005 -Grupo / Duo Artista del Año de la versión MTV Ampuh.

### Sinetron
- 1998 - Lagu "Seharusnya" digunakan pada sinetron "Cintailah Daku" (SCTV) produksi Prima Entertainment yang diperankan oleh Novia Ardhana dan Dewi Sandra.
- 2005 - Sinetron "Manusia Bodoh" (RCTI) produksi SinemArt yang antara lain diperankan oleh Ririn Dwi Ariyanti dan Delon Thamrin.
- 2006 - Sinetron "Haruskah Kumati" (Trans7) produksi Multivision Plus yang antara lain diperankan oleh Masayu Anastasia dan Evan Sanders.
- 2009 - Lagu "Pemain Cinta" digunakan pada sinetron "Cinta Nia" produksi MD Entertainment yang diperankan oleh Nia Ramadhani .

### Lista de canciones originales
- 2006 - Lagu "Karena Wanita (Ingin Di Mengerti)" di jadikan soundtrack pada film D'Girlz Begins
- 2007 - Lagu "Nyawa Hidupku" dijadikan soundtrack pada film Selamanya.

### Jingles
- Lagu "Masih" untuk jingle Ponds.
- Lagu "Kau Auraku" untuk jingle Suzuki Spin.
- Lagu "Karena Wanita" untuk jingle Softex (Versi Radio).